# Archeon
Archeon er et frilandsmuseum i Alphen aan den Rijn i Holland. Museet er en arkæologisk og historisk temapark, der viser Hollands historie i forhistorisk tid, den romerske æra og middelalderen. Museet bliver især brugt som undervisningstilbud til skoler.
Museet er opbygget af områder med en række rekonstruerede bygninger fra forskellige perioder. Formidlingen foregår via living history, og de ansatte er således udklædt i de pågældende perioders tøj.
På stedet er desuden et museum, hvor arkæologiske fund er udstillet.

## Historie
Museet blev åbnet i 1994 som et historisk museum med rekonstruerede huse. Oprindeligt var et større stykke jord omkring museet ikke bebygget, men pga. finansielle problemer blev de omkringliggende jorde frasolgt til bebyggelse. Som følge heraf er det i dag muligt at se moderne gavle og mure fra museet, således at der er en stor kontrast mellem de "gamle" bygninger på museet og det nye boligområder uden for hegnet.

## Forhistorisk tid
Det forhistoriske område er opdelt i stenalder, bronzealder og jernalder. Der er desuden en gravhøj og en offerplads.
Der er mulighed for at prøve aktiviteter, der formidler viden om perioden, som f.eks. at lave ild og flytte en stor sten ved at rulle den på pæle.

## Romertiden
Romerbyen indeholder et romersk tempel, et romersk bad, en arena eller amfiteater og pottemager. I arenaen bliver der udført gladiatorkampe, og der bliver udført ceremonier ved templet.
Man kan fremstille fibulaer og få massage i badstuen.

## Middelalderen
Den middelalderlige del indeholder huse fra perioden ca. 1150-1350, der er en del af den fiktive by "Gravendam". Bygningerne er lavet af træ og sten. Desuden forefindes et kloster.
Aktiviterne i området er bl.a. bueskydning og kamp med sværd.